# Bandes corses
Les bandes corses, font partie, en France, des premières unités de fantassins permanentes et soldées, copiées sur le modèle des bandes suisses et françaises.

## Colonels
- 29 avril 1547 : Sanpietro di Bastelica[1]
- 6 novembre 1569 : Alphonse d'Ornano[1]
- 26 septembre 1597 : Jean-Baptiste d'Ornano[1]
- 20 septembre 1643 : Henri François Alphonse, marquis d'Ornano[1]
- 18 décembre 1652 : Joseph Charles comte d'Ornano[1]

## Historique
En 1524, Sanpietro di Bastelica, l'aïeul de la famille d'Ornano, conduit à l'armée d'Italie une bande de 1 000 Corses. Cette bande, variable dans son effectif, a fini par former le régiment Royal-Corse.
La charge de colonel-général de l'infanterie corse est réunie le 1er juin 1670 à celle du colonel-général de l'infanterie française et étrangère.